# 前川郡
前川郡（：／ Jŏnchŏn gun */?）是朝鮮民主主義人民共和國慈江道的一個郡，位於該道中东部。

## 地理
本郡东邻龍林郡、南邻東新郡和松源郡、西邻古丰郡、北邻渭原郡和城干郡。宋赤山高达1984米，为最高点。赤有岭山脉位于东部。

## 历史
原属江界市的一部分，1949年独立成郡。

## 行政区划
现时本郡下辖:
- 前川邑
- 鶴舞勞動者區
- 花岩勞動者區
- 舞坪里
- 長林里
- 回德里
- 臥雲里
- 雲松勞動者區
- 倉坪里
- 梨滿里
- 古仁勞動者區
- 雲浦里
- 新溪里
- 倉德里